# Rebbachisauridae
A Rebbachisauridae a sauropoda dinoszauruszok egyik töredékes fosszilis maradványok alapján ismert családja, amely a kréta időszakban élt Dél-Amerika, Afrika és Európa területén.

## Taxonómia
A sauropoda szakértő Jack McIntosh 1990-ben a csontváza egyes részletei alapján besorolta az első ismert nemet, az észak-afrikai óriás sauropodát, a Rebbachisaurust, a Diplodocidae család Dicraeosaurinae alcsaládjába. A következő évek felfedezései révén kiderült, hogy a rebbachisauridák a dinoszauruszok egyedi csoportját alkotják, és 1997-ben az argentin őslénykutató, José Bonaparte létrehozta a Rebbachisauridae családot.

## Anatómia és evolúciós kapcsolatok
Bár az összes szerző egyetért abban, hogy a rebbachisauridák a Diplodocoidea öregcsaládba tartoznak, ezek az állatok nem rendelkeztek a diplodocidák és a dicraeosauridák egyedi kettéágazó csigolyanyúlványaival, ezért e két másik csoportnál jóval kezdetlegesebbnek számítanak. Még nem tudni, hogy a másik két családra jellemző ostorszerű farok megtalálható volt-e náluk.
A rebbachisauridákat egyedi, belül kis szögben koptatott, aszimmetrikus gyökérrel ellátott fogaik is megkülönböztetik a többi sauropodától.
A sauropodák, de legalábbis egyes rebbachisauridák (mint például a Nigersaurus) között különlegesnek számít a hadrosauridákéhoz és a ceratopisákéhoz hasonló fogkészletek jelenléte. Ez a táplálkozási adaptáció független módon háromszor is kifejlődött a dinoszauruszok között.
Eddig a rebbachisauridák csak a kora és középső kréta korokból váltak ismertté. Hacsak a nemegtosauridák nem voltak inkább diplodocoideák (mint titanosaurusok). akkor a rebbachisauridák voltak a klád utolsó képviselői, melyek a kréta időszakban hosszú ideig a titanosaurusok mellett éltek. Eddig egyetlen rebbachisaurida sem vált ismertté a kréta időszak végéről.

## Fordítás
- Ez a szócikk részben vagy egészben a Rebbachisauridae című angol Wikipédia-szócikk ezen változatának fordításán alapul.  Az eredeti cikk szerkesztőit annak laptörténete sorolja fel. Ez a jelzés csupán a megfogalmazás eredetét és a szerzői jogokat jelzi, nem szolgál a cikkben szereplő információk forrásmegjelöléseként.